# Плоты (Долгоруковский район)
Плоты́ — посёлок Большебоевского сельского поселения Долгоруковского района Липецкой области.

## География
Плоты находятся в северо-восточной части района в 12 км от села Долгоруково. На юге живописный пруд.
В посёлке станция «Плоты».
Также через Плоты (вдоль железной дороги) проходит шоссе Долгоруково — Большая Боевка.

## История
В 1896 году на железнодорожной линии Елец — Касторная был открыт полустанок. Он получил своё название по соседней деревне Плоты (ныне Грибоедово). Так же стал называться пристанционный поселок.
В наши дни территории, которые примыкают к поселку на северо-западе, заняты садоводствами. Там же расположена деревня Кочетовка.

## Население
| 2010 | 2011 |
| ---- | ---- |
| 36   | →36  |